# 롤스로이스 자동차
롤스로이스 자동차(영어: Rolls-Royce Motor Cars Limited)는 영국의 자동차 수공 제조 기업이다. 20세기까지 고위 정치인, 고위 기업인을 대상으로 제작된 호화 차량 회사였다. 롤스로이스 plc에서 분리되어 독일의 BMW에 인수되었다. 영국의 자동차 수공 제조 기업이다.

## 역사
전구용 필라멘트를 만드는 회사를 운영하던 프레드릭 헨리 로이스(Frederick Henry Royce)가 조용하고 매끄럽게 달리는 자동차를 만든 것으로 출발한다. 자동차 딜러를 운영하며 레이서로 활약하던 귀족 찰스 롤스(Charles Rolls)는 로이스와 힘을 모아 롤스로이스를 차렸다. 로마 판테온 신전을 본뜬 라디에이터 그릴과 플라잉 레이디(Flying Lady)로 알려진 마스코트 'Spirit of Ecstasy'는 1904년 등장한 실버 고스트로부터 시작된 롤스로이스만의 전유물이다. 벤틀리와 합병한 롤스로이스는 제2차 세계 대전을 계기로 비행기 엔진 제작에 뛰어든다. 이후 실버 돈, 실버 클라우드, 실버 섀도, 코니쉬 쿠페 등 최고급 자동차 메이커로 명성을 굳혔지만 비행기 엔진 제작 부분의 적자로 도산, 1971년 국유화된 뒤 다시 비커스(Vickers plc) 산하로 흡수됐다. 1998년 독일 BMW와 폭스바겐 사이의 롤스로이스 인수 경쟁은, 기존 롤스로이스 생산 라인이었던 체셔주 크루 공장과 벤틀리 브랜드가 폭스바겐에 넘어가고 롤스로이스의 상표권은 BMW가 차지하는 것으로 마무리됐다.
BMW는 클래식 카 행사인 굿우드 페스티벌 오브 스피드로 잘 알려진 영국 웨스트서식스주 굿우드에 롤스로이스 전용 공장을 신설했으며, 롤스로이스 상표권을 쓸 수 있는 2003년 1월 1일 0시에 맞춰 1925년에 데뷔해 6세대까지 진화하며 1991년에 단종되었던 롤스로이스의 최고급 모델 '팬텀'을 새롭게 단장하여(코드네임 RR01) 내놓았다.

## 기타
롤스로이스는 자사의 아이덴티티(identity)를 표현하고 탑승자의 편리한 승하차를 돕기 위해 도어의 경첩(hinge)을 뒤쪽에 장착한 '코치 도어(coach door)'를 사용한다. 수어사이드 도어(suicide door)라고도 불리는 이 방식은 뒷문이 다른 차들과는 반대 방향으로 열리며, 도어에 우산꽂이가 달려 있다. 롤스로이스가 가장 최근에 선보인 모델은 '레이스'로, 기존 모델들보다 약 2억가량 저렴하다. 전 모델이 후륜구동이고, 자동변속기는 컬럼식이다.
롤스로이스에서는 캐스트롤의 엔진오일을 권장하고 있으며, 엔진 겉면에 Recommend Castrol 문구를 명기하고 있다.
대한민국에는 1992년 영국계 자동차 직판 회사인 인치케이프를 통해 들어왔으며, 1998년 인치케이프가 철수하여 수입이 잠시 중단되었다. 이후, BMW가 롤스로이스를 인수하여 팬텀을 내놓은 후 대한민국에 다시 들어왔다.
한때 권위가 높았던 차량으로 이수성 국무총리, 홍라희 리움미술관 관장, 김승연 한화그룹 회장 등이 해당 차량을 관용차로 탔다.

## 생산 중인 모델
- 팬텀 (Phantom)
- 팬텀 EWB (Phantom Extended WheelBase)
- 팬텀 쿠페 (Phantom Coupé)
- 팬텀 드롭헤드 쿠페 (Phantom Drophead Coupé)
- 고스트 (Ghost)
- 고스트 EWB (Ghost Extended Wheelbase)
- 레이스 (Wraith)
- 던 (Dawn)
- 컬리넌 (Cullinan)
- 롤스로이스 보트테일

## 과거 생산 차량
- 롤스로이스 스웹테일

## 같이 보기
- BMW